# سنجوان
سنجوان هي بلدة سورية تقع في شمال غرب سوريا، وهي جزء من محافظة اللاذقية، وتقع شمال اللاذقية. تشمل المناطق القريبة سقوبين وبكسا والقنجرة إلى الشمال، وستمرخو إلى الشمال الشرقي، وبرج القصب إلى الشمال الغربي. وفقا للمكتب المركزي للإحصاء السوري، بلغ عدد سكان سنجوان 3,163 نسمة في تعداد عام 2004. سكانها هم في الغالب من العلويين.